# Gmina Pilot (hrabstwo Cherokee)

Położenie Gminy Pilot w hrabstwie Cherokee

Gmina Pilot (ang. Pilot Township) – gmina w USA, w stanie Iowa, w hrabstwie Cherokee. Według danych z 2000 roku gmina miała 303 mieszkańców, a jej powierzchnia wynosi 92,98 km².